# Коавер
Коавер (фр. Coivert) насеље је и општина у западној Француској у региону Поату-Шарант, у департману Приморски Шарант која припада префектури Сен Жан д'Анжели.
По подацима из 2011. године у општини је живело 238 становника, а густина насељености је износила 16,1 становника/km². Општина се простире на површини од 14,78 km². Налази се на средњој надморској висини од 35 метара (максималној 81 m, а минималној 27 m).

## Демографија
| 1962. | 1968. | 1975. | 1982. | 1990. | 1999. | 2011. |
| ----- | ----- | ----- | ----- | ----- | ----- | ----- |
| 240   | 275   | 249   | 245   | 222   | 219   | 238   |

График промене броја становника у току последњих година